# 工業 (ゴヤ)
『工業』（こうぎょう、西: La Industria, 英: The Industry）は、スペインのロマン主義の巨匠フランシスコ・デ・ゴヤが1804年から1806年に制作した寓意画である。テンペラ画。当時のスペイン宰相であった平和公マヌエル・デ・ゴドイのために制作された4点のトンド作品の1つで、「工業」の寓意として描かれた。現在は海軍省からの寄託によりマドリードのプラド美術館に所蔵されている。

## 制作経緯
1799年10月に首席宮廷画家に任命されたゴヤは、国王カルロス4世と王妃マリア・ルイサ・デ・パルマの寵愛を受けていたマヌエル・デ・ゴドイのために多くの作品を制作した。1792年に宰相に任命されたゴドイは国王夫妻から宮殿を贈られ、1801年から1806年にかけて宮殿の改修を行った。このときゴヤは宮殿内部の正面大階段ホールを装飾するため、本作品ほか3点の円形の寓意画『商業』（El Comercio）、『農業』（La Agricultura）、『科学』（La Ciencia）を発注された。これらの寓意画はゴドイが支持した啓蒙主義の理想と、地域経済友好協会の考えを表現しており、国家の発展を促進させる啓蒙主義の政治家として自らをアピールする意図があった。寓意画が設置された正面大階段ホールは訪問者がゴドイに会うために待機した控え室であったため、政治宣伝を行うのに理想的な場所であった。

## 作品

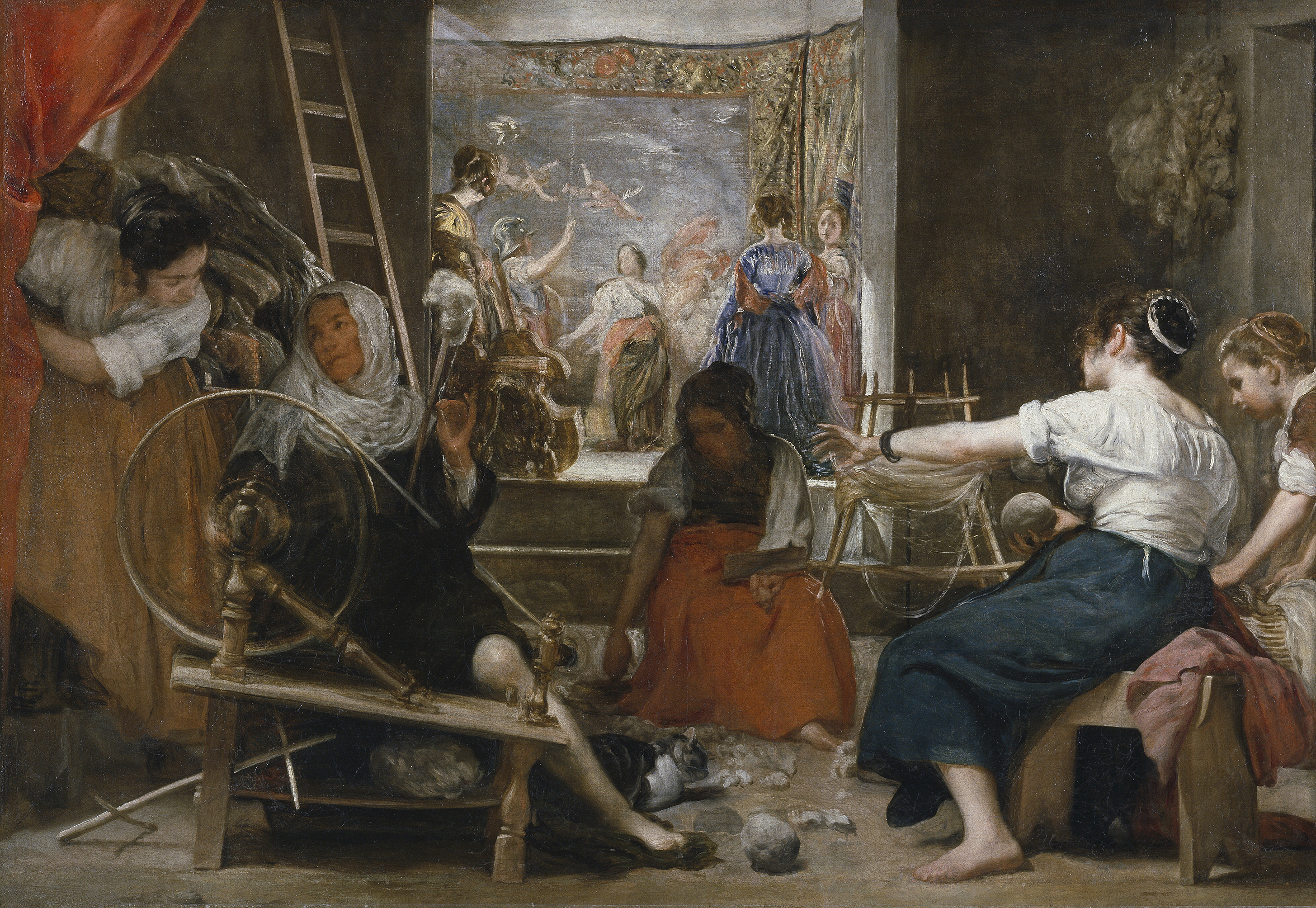
ディエゴ・ベラスケスの『織女たち』。1657年頃。プラド美術館所蔵。

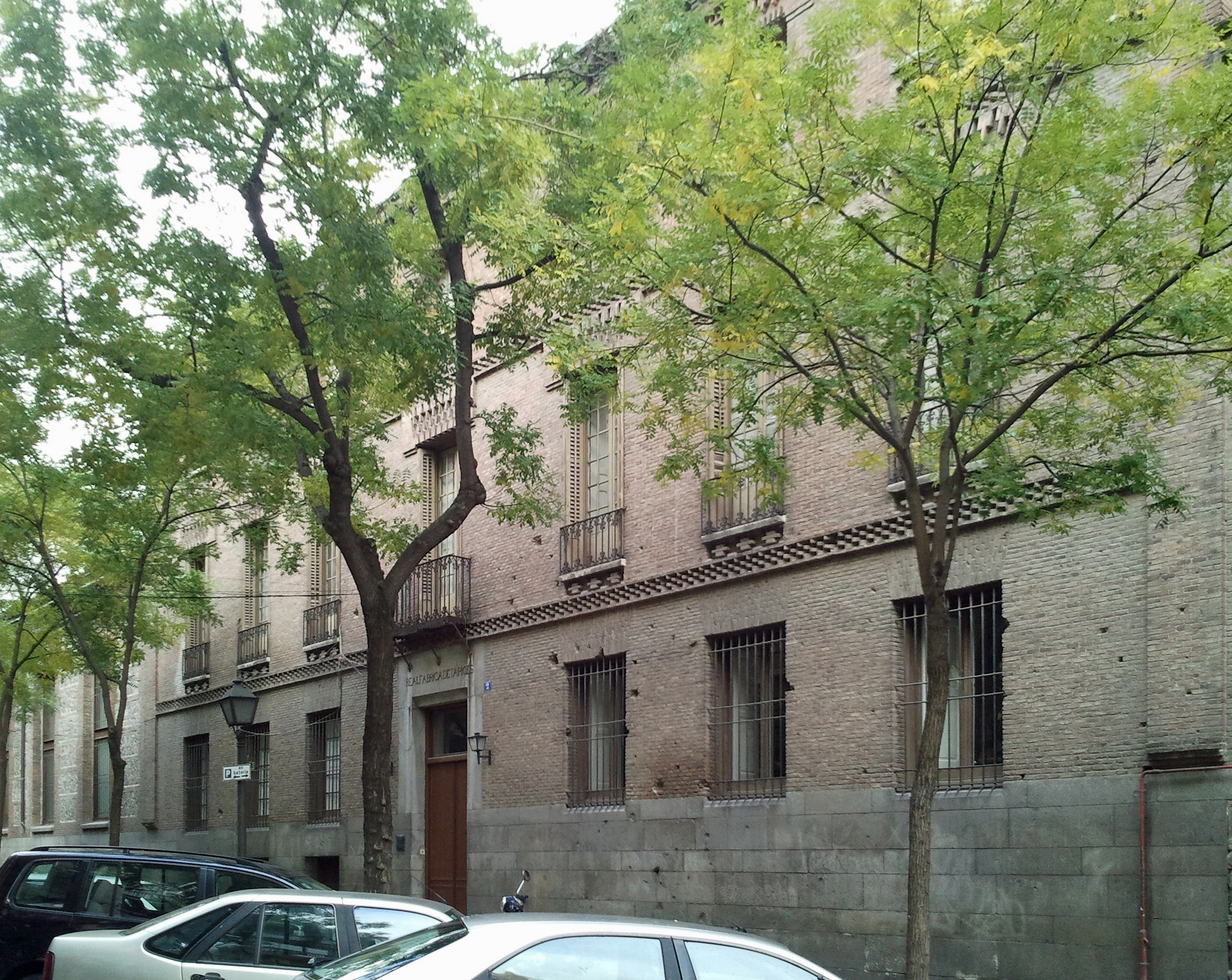
現在のサンタ・バーバラ王立タペストリー工場。2012年撮影。

ゴヤはおそらくタペストリーの工場で働く2人の女性を描いている。ゴヤは寓意を描く際の古典的な伝統にしたがい、18世紀のスペインで発展していた「工業」という近代的産業を女性像として表現した。彼女たちは近代的な紡績機で糸を紡ぐ作業をしているが、最前景で作業をしている女性は憂鬱で悲しそうな表情をしており、どこか遠くを見つめるような視線を画面左に向けている。その左後方で作業している別の女性は、彼女が何を考えているのか分からず、不思議そうに彼女を見つめている。背景には大きな窓があり、光が差し込んで人物を明るく照らしている。しかし灰色の冷たい光は暗く悲しい雰囲気を醸し出し、画面中央の女性の衣服の黄色と緑色を最も鮮やかな色彩として際立たせている。彼女たちの背後には数人の女性がおり、画面中央の女性を見つめている。
ゴヤはディエゴ・ベラスケスの『織女たち』（Las Hilanderas）などの作品に触発され、日常の場面を神話的主題と結びつけて描いたと考えられている。作業する2人の女性の姿は非常に現実的であるが、ほとんどグリザイユで描かれた背後の女性たちは逆に別世界であるかのような雰囲気である。美術史家マヌエラ・メナによると、彼女たちは運命の糸を紡ぎ、人の寿命を決定する、ギリシア神話の運命の女神モイラであるという。
女性たちが働いている場所はおそらくマドリードのサンタ・バーバラ王立タペストリー工場と思われる。ゴヤは長年にわたって王室のタペストリー制作に関わっていたため、この工場はゴヤのよく知る場所であった。
4点の寓意画の構図はいずれも高い場所に設置されたタペストリーのカルトンと類似点が多く、低い場所から観賞されることを考慮したものになっている。ゴヤはカルトンと同様にピラミッド型の人物像を最前景に配置し、奥行きを出すため、すぐ後方に別の人物像を1人追加した。加えて最前景の人物像を光で照らし、後方の人物像を暗がりの中に置いている。人物を照らす光はゴドイの宮殿の正面大階段の天井にある天窓から実際に差し込む光として見えるように計算されている。
なお、この絵画は現実的な理由からおそらく売春と関係がある。当時、多くの売春婦が啓蒙的な政治家の支援を受けて紡績業を学んだことが知られている。画面の女性たちの雰囲気や職業はそれを裏づけているという。

## 来歴
4点の寓意画は完成すると正面大階段のホールのヴォールトのルネットの上に設置された。『農業』と『商業』はそれぞれホールの北と南の壁、『工業』は階段と向かい合った東の壁、『科学』は西の壁に設置された。寓意画はゴドイの宮殿が海軍省の本部として使用された1807年以降も宮殿内に残り続けた。その後、海軍省は1930年にパセオ・デル・プラドに移転。1932年に同省からプラド美術館に寄託された。このうち『科学』だけは現在失われている。

## ギャラリー

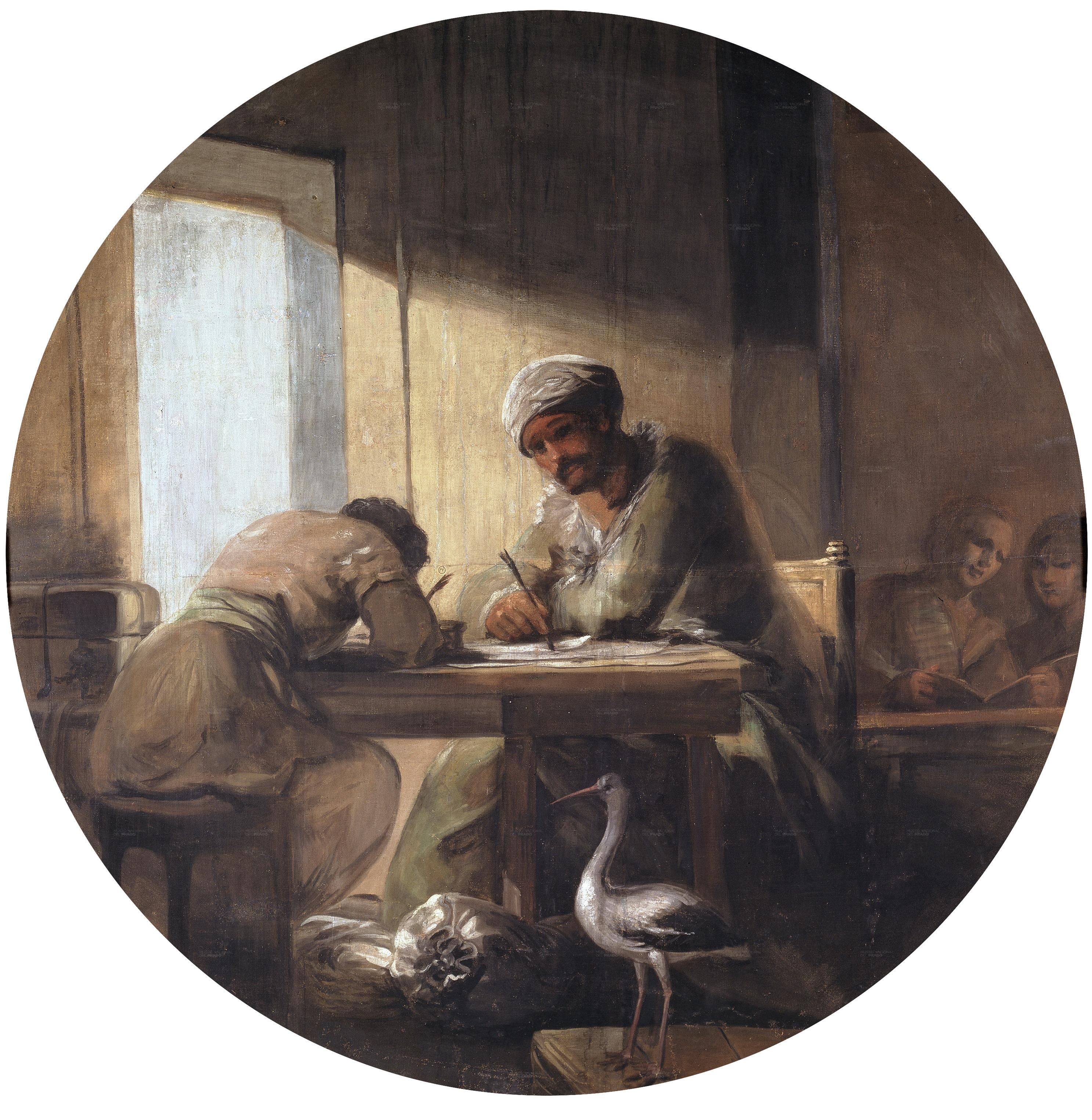
『商業』1804年-1806年 プラド美術館所蔵
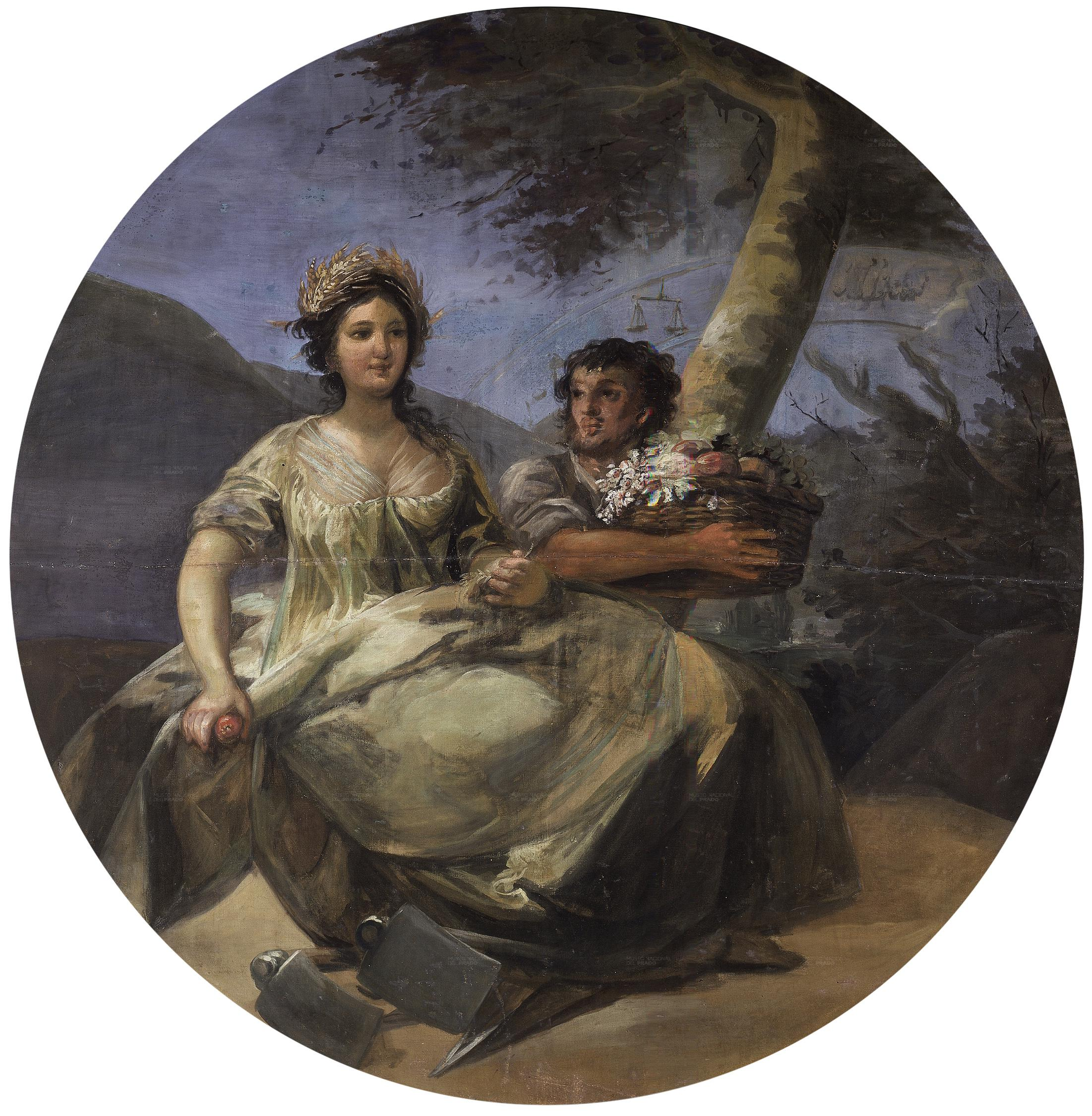
『農業』1804年-1806年 プラド美術館所蔵